# Cima Libera
La Cima Libera (3.418 m s.l.m. - Wilder Freiger in tedesco) è una montagna delle Alpi dello Stubai nelle Alpi Retiche orientali. Si trova lungo la linea di confine tra l'Italia e l'Austria.